# Snaiad

«Кагідрон» (Kahydron libanesiensis) — верхівковий хижак і одна з символічних істот світу Снаяд. Малюнок Дж. М. Косемена

«Snaiad» (укр. Снаяд або Снайяд) — художній спекулятивно-еволюційний та науково-фантастичний проєкт світобудови турецького художника Дж. М. Косемена, зосереджений на вигаданій екзопланеті з однойменною назвою. Розпочавши свою діяльність на початку 2000-х років та натхненний попередніми роботами, такими як книга Вейна Барлов «Експедиція» 1990 року, Косемен створив сотні картин та ескізів істот планети Снаяд з детальним описом екологічних ролей та таксономічних взаємозв'язків. Величезна кількість вигаданих істот та родоводів робить «Снаяд» одним із біологічно найрізноманітніших вигаданих світів.
З моменту першої публікації робіт «Снаяд» на сайті Косемена, проєкт здобув популярність та міжнародну увагу, особливо в Інтернеті. Шанувальники проєкту створили фанарт не лише з істотами Косемена, але й з власними уявними істотами планети Снаяд, що відповідають біологічним принципам, яких дотримуються решта форм життя проєкту. Косемен сподівається зрештою опублікувати проєкт у вигляді книги. Слово «Снаяд» може означати як і назву планети Снаяд, так і назву всього проєкту.

## Передумова
Снаяд — екзопланета трохи більша за Землю, розташована за межами Чумацького Шляху. Планета є домівкою для великої різноманітности фавни. Косемен розробив мапи та ретельно задокументував геополітичну історію колонізації планети людиною, приблизно через 300 років від сьогоднішнього часу, коли вона стане однією з перших міжзоряних колоній Землі.
За словами наукового-популярного автора Даррена Нейша, «Снаяд» «цілком може побити рекорд за кількістю вигаданих істот, винайдених на сьогоднішній день» завдяки величезній кількості ліній та форм життя, створених Косеменом. Еквіваленти чотириногих на планеті Снаяд, так звані «напівчотириногі», мають дві «голови»; перша голова, зазвичай найбільш схожа на голови земних тварин, являє собою модифікований набір геніталій, які також використовуються для лову або захоплення їжі, а друга голова, розташована нижче, має лише травну функцію. «Напівчотириногі» планети Снаяд мають гідравлічні м'язи (що працюють за рахунок рідин, що перекачуються туди-сюди), а їхні скелети складаються не з кальцію, а з суміші на основі вуглецю, більше схожої на дуже тверду деревину. Кістки снаядських істот зазвичай чорного, коричневого або зеленого кольору і можуть займатись при високих температурах, оскільки складаються з гіперстисненого вуглеводню, а не гідроксиапатиту, як у земних чотириногих.
Так само, як і земні тварини, істоти Снаяда класифікуються на різні таксономічні групи, такі як «аллотавроподібні» (великі та броньовані травоїдні), «кардіоцетоподібні» (китоподібні водні істоти з реактивним рухом) та «кагідроніподібні» (розумні хижаки з копитами та кігтями). Одним з найуспішніших і найпоширеніших хижаків Снаяда є кагідрон, передні кінцівки якого посилені кігтями та копитами. Гідравлічні м'язи кагідрона розтягуються до вилиць, що надає йому надзвичайно сильного укусу. Окрім людських колоністів, на Снаяді немає жодних розумних форм життя. За словами Косемена: «інтелект не є „метою“ еволюційного процесу, ніщо не є».

## Історія проєкту
«Снаяд» був натхненний книгою Вейна Барлов 1990 року «Експедиція», яка описує дослідження дикої природи чужого світу. Серед інших робіт-натхнень були «Фураха» Ґерта ван Дейка (подібний проєкт, зосереджений на інопланетному світі), мистецтво Терріла Вітлача, серія книг Джеймса Ґарні «Дінотопія» та роботи художників-натуралістів, таких як Джон Джеймс Одюбон. Перші кроки до початку проєкту були зроблені у 2004 чи 2005 році, коли Косемен, ще будучи студентом, почав малювати інопланетних істот. Спочатку Косемен назвав вигадану планету «Снай 4». У міру того, як Косемен створював більше ескізів, а згодом і картин, екологічні ніші та взаємозв'язки між тваринами матеріалізувалися майже самі собою; за словами Косемена, «Це розвивалося органічно. Я виправляв речі та додавав нові. Це була радше еволюція, ніж дизайн!».
Косемен працював над світом «Снаяд» «безперервно» до 2007 року, хоча після цього робота над проєктом продовжувалася епізодично. Офіційний вебсайт проєкту «Снаяд» було запущено у червні 2008 року. Вебсайт «Снаяд» пізніше на багато років перестав працював, але був перезапущений у 2014 році. Пізніше того ж року, у серпні, Косемен виступила з доповіддю про «Снаяд» на 72-му Всесвітньому конвенті наукової фантастики в Лондоні. Під час розмови Косемен обговорив розвиток проєкту та поділився раніше небаченими ранніми зображеннями істот. На момент проведення доповіді 2014 року, Косемен мав близько 200 барвистих картин із зображенням істот планети Снаяд та майже 500 концептів.
Незважаючи на те, що «Снаяд» ще не публікувався в жодній іншій формі, окрім онлайн, він здобув шанувальників. «Снаяд» має більше результатів пошуку Google, ніж власне ім'я Косемен, і проєкт став особливо популярним на сайті обміну мистецтвом DeviantArt, де художники-аматори малювали фанарти істот Косемена, а також створювали власних істот. Шанувальники світу «Снаяд» також створили анімації на YouTube, та цифрові й фізичні моделі істот Косемена. У відповідь на виступ Косемена у 2014 році Даррен Нейш написав: «Масова популярність „Снаяду“ була продемонстрована створенням істот Снаяда у грі Spore, численними згадками вебсайту, фанартом різних жанрів та ентузіазмом авдиторії». Косемен пояснює привабливість «Снаяду» тим, що проєкт є певною мірою «відкритим кодом», оскільки Косемен дозволяє фанарт і навіть «канонізує» творіння фанатів, які йому найбільше подобаються, а також встановлює спільний план тіла та анатомії, що створює можливість послідовних творінь. Косемен висловив зацікавленість у публікації «Снаяду» у вигляді книги.